# طقسوسية
الطقسوسية أو التكسوسية (الاسم العلمي: Taxaceae) هي فصيلة من النباتات تتبع رتبة السرويات من طائفة الصنوبرانية.

## أجناس
- الطقسوس
- التورية
- الطقسوس البرقوقي